# Molophilus (Austromolophilus) cassisi
Molophilus (Austromolophilus) cassisi is een tweevleugelige uit de familie steltmuggen (Limoniidae). De soort komt voor in het Australaziatisch gebied.